# László Fábián
László Fábián (Budapeste, 10 de julho de 1936 - 10 de agosto de 2018) foi um velocista húngaro na modalidade de canoagem.

## Carreira
Foi vencedor da medalha de Ouro em K-2 10000 m em Melbourne 1956 junto com o seu colega de equipa János Urányi.